# Kultura azylska

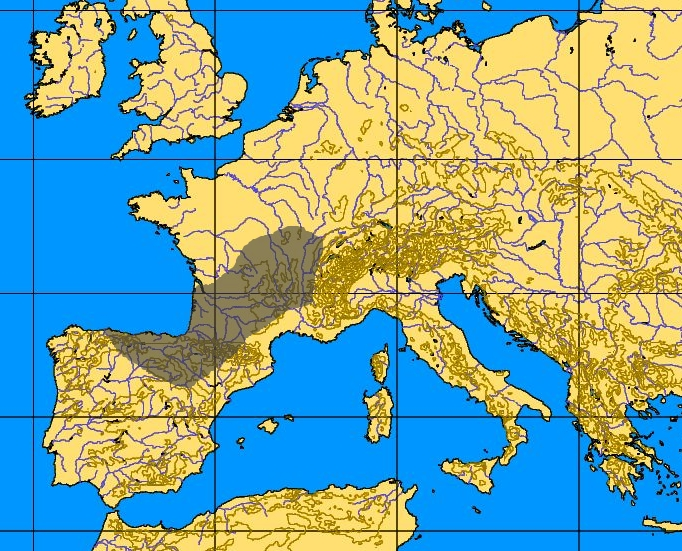
Zasięg kultury azylskiej

Kultura azylska – schyłkowopaleolityczna kultura zachodniej Europy. Rozwijała się ok. 8500–7000 lat p.n.e. na podłożu kultur magdaleńskich, obejmując swoim zasięgiem Francję i część Hiszpanii. Jej nazwa pochodzi od jaskini Mas-d’Azil w północnych Pirenejach (Francja). Stanowisko to zostało opisane w 1889 przez E. Piettego. Późniejsze znaleziska w Abri Gay pozwoliły wysunąć hipotezę o występowaniu stanowisk kultury azylskiej nawet w X tysiącleciu p.n.e.
W przeciwieństwie do kultur magdaleńskich, wyspecjalizowanych w polowaniach na renifery, ludność kultury azylskiej polowała na zwierzęta leśne (jelenie, sarny, dziki). Zanikła też sztuka realistyczna, zastąpiona przez geometryczne znaki-symbole, malowane czerwoną ochrą lub ryte na kamiennych otoczakach. Do przewodnich zabytków kultury azylskiej należą: ostrza wiórowe z zagiętym tylcem, krótkie drapacze, głównie odłupkowe, oraz płaskie harpuny jedno- i dwurzędowe z poroża jelenia. Podobnego typu narzędzia kamienne upowszechniły się w znacznej części Europy, ogarniając także tereny zajęte poprzednio przez ludność kultury epigraweckiej. W tym kontekście archeolodzy używają terminu tzw. azylizacji Europy (w Polsce jest to tzw. prąd tarnowiański - od przemysłu tarnowskiego z terenu Wielkopolski), będącej wynikiem intensywnych kontaktów między obszarami zachodniej i śródziemnomorskiej Europy z terenami basenu naddunajskiego, Bałkanów i Krymu.
Termin kultura azylska ma szereg odpowiedników regionalnych, np. laborien i valorgien w południowej Francji. Zaliczono do nich także romanelien w południowych Włoszech (od jaskini Romanelli), który obecnie uważany jest za końcowy etap kultury epigraweckiej, z silnym oddziaływaniem wpływów kultury azylskiej (m.in. z typowo azylskimi otoczakami, pokrytymi rytami geometrycznymi). 